# Paranerilla cilioscutata
Paranerilla cilioscutata är en ringmaskart som beskrevs av Katrine Worsaae och Kristensen 2003. Paranerilla cilioscutata ingår i släktet Paranerilla och familjen Nerillidae. Inga underarter finns listade i Catalogue of Life.